# یوسف صالح
یوسف صالح (امهری: ዩሱፍ ያሲን ሳላህ؛ زادهٔ ۲۲ مارس ۱۹۸۴) بازیکن فوتبال متولد سوئد اهل اتیوپی است.
از باشگاه‌هایی که در آن بازی کرده است می‌توان به باشگاه فوتبال سیریوس، باشگاه فوتبال توبول، باشگاه فوتبال ای‌آی‌کی، و باشگاه فوتبال اسکیلستونا اشاره کرد.
وی همچنین در تیم ملی فوتبال اتیوپی بازی کرده است.